# Pedro de Aycinena y Piñol

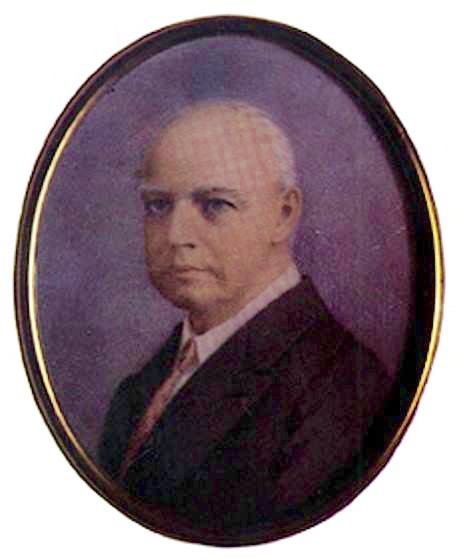
Pedro de Aycinena y Piñol

Pedro Alcántara de Aycinena y Piñol (* 19. Oktober 1802; † 14. März 1897 in Guatemala-Stadt) war kurzzeitig guatemaltekischer Präsident.

## Leben
Pedro de Aycinena entstammte einer der schillerndsten und einflussreichsten Familien des spätkolonialen und frühen unabhängigen Guatemala. Sein Großvater war Juan Fermín de Aycinena e Irigoyén, 1. Marqués de Aycinena, der Gründer und Inhaber des größten Handelshauses und reichste Mann Zentralamerikas. Sein ältester Bruder, der Titularbischof Dr. Juan José de Aycinena y Piñol, 3. Marqués de Aycinena, war die wohl einflussreichste Persönlichkeit innerhalb der katholischen Kirche und der konservativen Partei Guatemalas in den ersten Jahrzehnten nach der Unabhängigkeit. Aycinena war verheiratet mit seiner Cousine María Dolores de Aycinena y Micheo. Sein ältester Sohn war der Dichter Juan Fermín de Aycinena y Aycinena.
Pedro de Aycinena studierte Jura an der Universidad San Carlos de Guatemala und war ab 1823 als Rechtsanwalt und Notar in Guatemala-Stadt tätig. Politisch engagierte er sich, der Familientradition entsprechend, in der konservativen Partei. In der Regierung des Generals Rafael Carrera war er Außenminister. In dieser Funktion unterzeichnete er am 30. April 1859 mit dem britischen Botschafter Charles Lennox Wyke einen Vertrag (Aycinena-Wyke-Vertrag), durch den Guatemala die Hoheit Großbritanniens über Britisch Honduras (das heutige Belize) anerkannte und die Grenzen festlegte.
Nach dem Tode Carreras am 14. April 1865 ernannte der Staatsrat Aycinena zum Übergangspräsidenten bis zur Wahl eines Nachfolgers. Am 24. Mai 1865 übergab er die Amtsgeschäfte dem neu gewählten Präsidenten Vicente Cerna Sandoval.